# اندری ماکارنکو
اندری ماکارنکو (اوکراینی: Андрій Олександрович Макаренко؛ زادهٔ ۱۳ دسامبر ۱۹۹۶) بازیکن فوتبال اهل اوکراین است.